# Ana Patricia Carbajal
Ana Patricia Carbajal es una directora coral y música mexicana. Recibió el premio Andrés Segovia de polifonía que se otorga en Santiago de Compostela, España.

## Trayectoria
Se graduó de la licenciatura en Educación Musical en la Escuela Nacional de Música de la Universidad Nacional Autónoma de México, al mismo tiempo que estudió dirección coral, para especializarse en el Instituto Cardenal Miranda.
En 1989 fundó el Ensamble Coral Voce in Tempore con el objetivo de tener un espacio para quien tiene afición al canto coral. Gracias a su labor con el ensamble, en 1995, recibió la beca FONCA. 
Ha participado en distintos foros y congresos internacionales, destacando el Congreso de Directores Corales en Wisconsin en 1998; el V Simposium Internacional de Coros en Rotterdam, en 1999; la conformación de la Federación Coral del Caribe y Centroamérica en Puerto Rico;  el VI Simposio Internacional para la Música Coral en Minneapolis, en 2002.
Fue directora asistente de los Niños y Jóvenes Cantores de la Facultad de Música de la UNAM de 1995 a 2019.
Fue integrante de la Comisión Étnica de la Federación Internacional para la Música Coral.
Desde 1997, produce y conduce el programa radiofónico Música EnCantada, que se transmite por Opus 94 del Instituto Mexicano de la Radio; para este programa ha recibido en varias ocasiones el apoyo del FONCA. 
Trabajó con el músico inglés John Rutter para realizar el estreno en México de Magnificat en el año 2006, en colaboración con The Anglo Mexican Foundation.
En 2010 realizó conciertos, en conjunto con la Sociedad Coral de Nueva York (New York Choral Society), de la segunda sinfonía de Gustav Mahler con la orquesta sinfónica de Minería en la Sala Nezahualcóyotl del Centro Cultural Universitario.
Es coordinadora del Programa Coral Universitario de la UNAM desde el año 2006.
Coordina el Encuentro Coral Infantil de la Universidad La Salle desde el año 2004.
Actualmente, es miembro del consejo de la International Federation for Choral Music (IFCM), representando a Latinoamérica.

### Ensamble Coral Voce in Tempore
El  ensamble fue fundado por Carbajal, con el propósito de abrir un espacio para los aficionados al canto coral, trabajando una variedad de repertorios de música de cámara a capella con distintos estilos, ofreciendo alrededor de 30 concierto al año, en distintas ciudades del país.
Participó en el Festival Internacional de Coros en Santiago de Cuba en sus ediciones de 1995 y 1997; en el Festival El Caribe y Centroamérica Canta; el Festival Internacional de Coros de Mérida; el Encuentro Coral de la inmaculada, en Morelia; el Quinto Festival de San Luis;  el Octavo Festival Internacional de Tamaulipas.
En el año 2005 se organizó un concierto con motivo de su XV aniversario en la Sala Nezahualcóyotl del Centro Cultural Universitario.
En 2002 recibió la beca de la Secretaría de Cultura de la Ciudad de México y en 2004 la beca para jóvenes intérpretes del FONCA.
El Ensamble Coral Voce in Tempore festejó, en 2019, su 30 aniversario en el Palacio de Bellas Artes.

## Reconocimientos
En el año de 2004 recibió el premio Nacional de Cronistas de Teatro y Música por su destacada labor al frente de la asociación civil Voce in Tempore.
Recibió el premio Andrés Segovia de polifonía que se otorga en España.